# 111 1
111 1 è il terzo EP del cantante brasiliana Pabllo Vittar, pubblicato il 31 ottobre 2019 dalla Sony Music.

## Tracce
1. Parabéns – 2:16
2. Amor de que – 2:37
3. Flash Pose – 2:33
4. Ponte perra – 2:13